# Wilhelm Röntgen

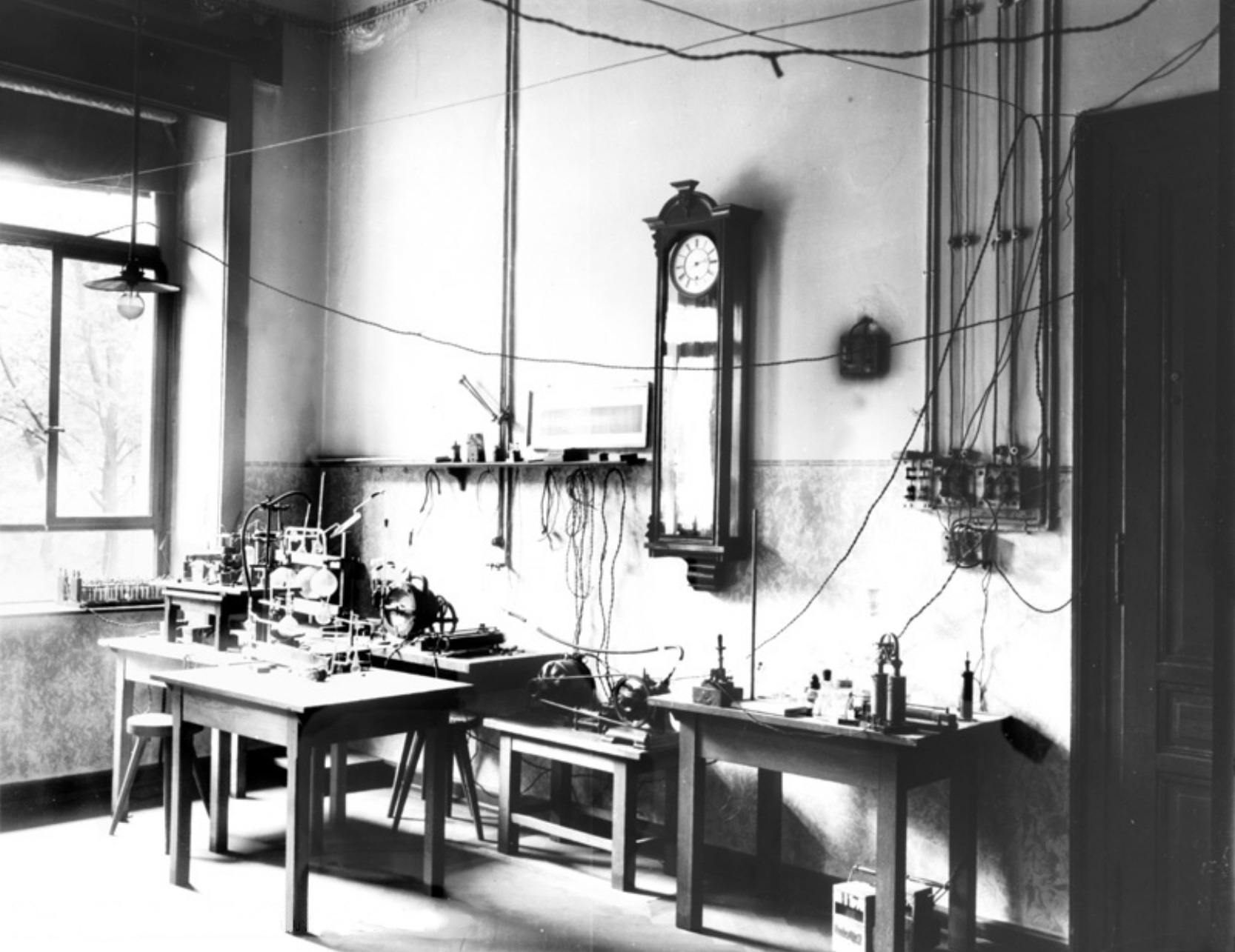
Laboratorium Wilhelma C. Röntgena,
Uniwersytet w Würzburgu (1895–1900)

Wilhelm Conrad Röntgen (ur. 27 marca 1845 w Lennep, zm. 10 lutego 1923 w Monachium) – niemiecki fizyk, laureat pierwszej Nagrody Nobla w dziedzinie fizyki (1901), przyznanej „w uznaniu zasług, które oddał przez odkrycie promieni nazwanych jego nazwiskiem”. Również laureat Medalu Rumforda.

## Życiorys
Był synem kupca Friedricha Conrada (1801–1884) i Charlotte Constanze Frowein (1806–1888). Urodził się w Niemczech, a w 1848 roku rodzina Röntgenów przeprowadziła się do Apeldoorn w Holandii. Początkowo studiował inżynierię na Uniwersytecie w Utrechcie, z którego został wyrzucony za odmowę wydania kolegi, który narysował karykaturę nauczyciela. Studiowanie ponowił na Politechnice Federalnej w Zurychu. W 1869 roku otrzymał tytuł doktora na Uniwersytecie Zuryskim, gdzie był uczniem Augusta Kundta. Następnie przeszedł na Uniwersytet w Strasburgu, na którym wykładał od 1874 roku. W 1875 roku został profesorem na Akademii Rolniczej w Hohenheim. W roku 1888 został profesorem na katedrze fizyki Uniwersytetu Juliusza i Maksymiliana w Würzburgu. W 1900 roku zaoferowano mu katedrę na Uniwersytecie Ludwika i Maksymiliana w Monachium. Od 1907 był członkiem zagranicznym Królewskiej Holenderskiej Akademii Sztuk i Nauk. W 1911 odznaczony został Pour le Mérite za Naukę i Sztukę. Zmarł na raka jelit 10 lutego 1923 r. w Monachium. Jego ciało pochowano na cmentarzu w Giessen.

## Dorobek naukowy
W 1895 odkrył nowy typ promieniowania. Promienie te zostały nazwane od nazwiska odkrywcy promieniami Roentgena na wniosek histologa Alberta Koellikera na posiedzeniu w Würzburgu. Za to odkrycie w roku 1901 został uhonorowany pierwszą Nagrodą Nobla w dziedzinie fizyki. Innymi tematami jego prac były krystalografia i fizyka płynów. 
Kilka tygodni po odkryciu nowego promieniowania wykonał pierwsze w historii zdjęcie rentgenowskie, które przedstawiało szkielet dłoni jego żony.  
W większości krajów promienie Roentgena nazywane są promieniami X lub promieniowaniem X (w krajach anglojęzycznych są to X-rays), jednak w Polsce i Niemczech używa się terminu promieniowanie rentgenowskie (także promieniowanie Röntgena lub Roentgena). 
Na jego cześć jednostkę dawki promieniowania jonizującego nazwano rentgenem. Również urządzenie do prześwietleń wykorzystujące promieniowanie rentgenowskie – aparat rentgenowski – nazywa się potocznie „rentgenem”. 
Od 1 listopada 2004 jego nazwisko znalazło się też w nazwie pierwiastka chemicznego – roentgena (l.a. 111) – znanego wcześniej jako unununium.
Nigdy nie opatentował swojego wynalazku, ponieważ uważał, że odkrycia naukowe należą do całej ludzkości. Pieniądze otrzymane w ramach Nagrody Nobla przeznaczył na Uniwersytet w Würzburgu.